# Wilson Rodrigues Fonseca
Wilson Rodrigues Fonseca (geboren am 21. März 1985 in Araras, São Paulo, Brasilien) ist ein brasilianischer ehemaliger Fußballspieler auf der Stürmerposition.

## Karriere
Fonseca begann seine Karriere 2003 beim brasilianischen Verein Corinthians São Paulo, bei welchem er für vier Jahre unter Vertrag stand. Seine Premiere gab er am 12. April desselben Jahres beim Spiel gegen den Verein Paysandu SC. Der Verein gewann mit einem 6:1. Da Fonseca die an ihn gestellten Erwartungen nicht dauerhaft erfüllen konnte, wurde er 2005 vom Verein Paulista FC ausgeliehen. In der Saison 2007/08 wechselte er zum italienischen Verein CFC Genua. 2008 wechselte er für vier Jahre zu Sport Recife, wo er 2009 bei der Copa Libertadores 2009 mit drei Toren Torschützenkönig wurde. Nach zwei Jahren wechselte er 2011 zum chinesischen Verein Guizhou Renhe F.C. Seit 2013 ist er beim Japanischen Verein Vegalta Sendai unter Vertrag.

## Titel und Ehrungen
Sport Recife
- Staatsmeisterschaft von Pernambuco: 2010

Corinthians
- Campeonato Brasileiro de Futebol: 2005